# Felicia van den End

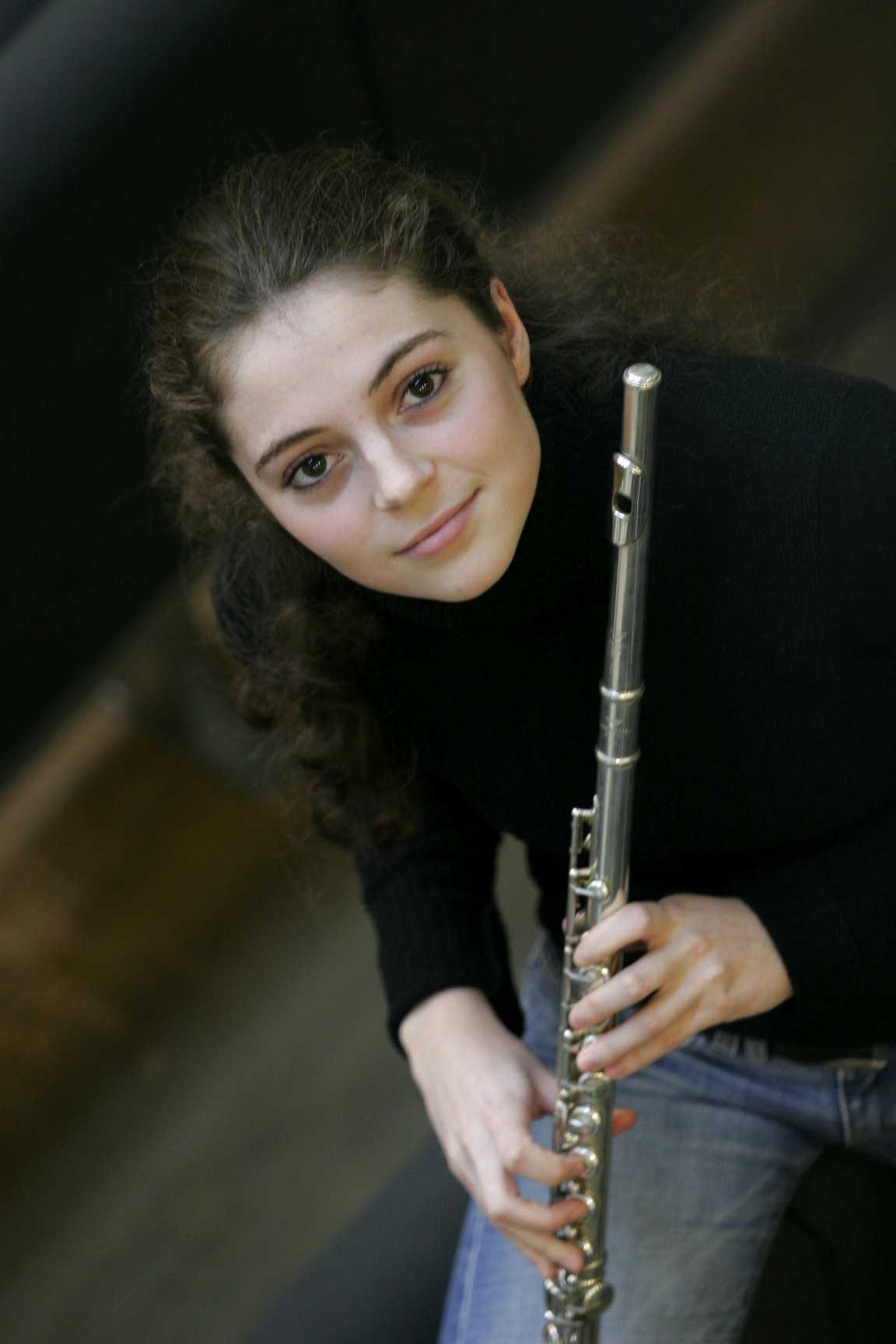
Felicia van den End

Felicia van den End (Zeist, 21 mei 1986) is een Nederlandse fluitiste. Ze wordt gerekend tot de grote talenten van Nederland en ook daarbuiten.

## Opleiding
Van den End begon op haar tiende met fluitspelen. Twee jaar later werd ze aangenomen in de Jong Talentklas van het Utrechts Conservatorium, waar ze cum laude afstudeerde bij Abbie de Quant. Ze begon te spelen in het Domstad Jeugd Orkest. In 2005/2006 zette zij haar studie voort in Parijs aan het Conservatoire de Paris bij Pierre-Yves Artaud en daarna aan het Conservatoire de musique de Genève bij Jacques Zoon. Daarnaast volgde ze masterclasses bij de Franse fluitist Patrick Gallois in de Accademia Musicale Chigiana in Siena en bij Philippe Bernold in Nice.
Na haar voltooide muziekopleiding behaalde ze haar mastersgraad aan het Centrum voor Studie en Documentatie van Latijns-Amerika (CEDLA) aan de Universiteit van Amsterdam. 

## Activiteiten
Van den End geeft regelmatig concerten in binnen- en buitenland. Zo heeft ze in 2002 een concerttournee door Japan gemaakt. Als soliste trad ze op met onder andere het Antonio Lucio Kamerorkest, het Noord-Hollands Symfonieorkest, Camerata Amsterdam en het Nederlands Kamerorkest, waarmee ze in de grote zaal van het Concertgebouw in Amsterdam speelde. Ook in Carnegie Hall in New York is ze opgetreden. In 2005 speelde Van den End in het Gustav Mahler Jugend Orchester en het Gustav Mahler Academy Orchestra en in 2006 was zij te horen in het Nationaal Jeugd Orkest.
Samen met haar partner, de Mexicaanse slagwerker Pepe García, heeft Felicia van den End de muziek van Mexico en andere Latijns-Amerikaanse landen tot een van haar specialiteiten gemaakt. Zij organiseren ook sociale muziekprojecten in Mexico, waartoe zij een stichting hebben opgericht, de Sonoro Foundation. Haar in 2015 verschenen debuut-cd draagt de naam Sonoro en bevat muziek van onder meer Mike Mower.

## Prijzen en onderscheidingen
Van den End behaalde in 1997 en in 1998 de 1e prijs bij het Nationaal Fluitconcours. In oktober 2002 deed ze een tournee door Japan. In 2003 won zij de 1e prijs bij het nationaal concours van de Stichting Jong Muziektalent Nederland en werd ze 'Jong Muziektalent van het jaar'. In datzelfde jaar won ze ook de eerste prijs bij het Prinses Christina Concours. Dat leverde haar onder andere een optreden op in de Carnegie Hall in New York. Verder won ze dat jaar ook de 1e prijs bij het internationale fluitconcours Jeunesses Musicales in Boekarest en kreeg ze de Essent Music Award voor jong talent. In 2009 won ze de Elisabeth Evertsprijs.